# Christian Gottlieb Weidauer
Christian Gottlieb Weidauer (* um 1792; † 16. November 1877 in Lauter) war Gemeindevorstand und Ortsrichter der erzgebirgischen Gemeinde Lauter. Während der Revolutionen 1848/1849 vertrat er auf dem Landtag 1849 den 49., 53. und 54. Wahlbezirk in der I. Kammer des Sächsischen Landtags. Er war seit 1861 Träger der goldenen Verdienstmedaille des Zivilverdienstordens. Er starb im November 1877 im Alter von 85 Jahren.